# 外国弁護士による法律事務の取扱いに関する特別措置法
外国弁護士による法律事務の取扱い等に関する法律（がいこくべんごしによるほうりつじむのとりあつかいとうにかんするほうりつ、昭和61年5月23日法律第66号）は、外国法事務弁護士の業務に関する日本の法律で、弁護士法に対する特別法である。

## 構成
- 第一章　総則（第一条・第二条）
- 第二章　外国法事務弁護士の職務（第三条―第六条）
- 第三章　外国法事務弁護士となる資格 
  - 第一節　法務大臣による承認（第七条―第十五条）
  - 第二節　特定外国法の指定（第十六条―第二十条）
- 第四章　外国法事務弁護士の登録、業務及び監督 
  - 第一節　総則（第二十一条―第二十三条）
  - 第二節　外国法事務弁護士の登録 
    - 第一款　外国法事務弁護士名簿（第二十四条―第三十六条）
    - 第二款　外国法事務弁護士登録審査会（第三十七条―第三十九条）
    - 第三款　弁護士会及び日本弁護士連合会への入会及び退会（第四十条―第四十三条）

  - 第三節　外国法事務弁護士の権利及び義務（第四十四条―第五十条）
  - 第四節　外国法事務弁護士の懲戒 
    - 第一款　懲戒の処分（第五十一条―第五十四条）
    - 第二款　外国法事務弁護士懲戒委員会及び外国法事務弁護士綱紀委員会（第五十五条―第五十八条）
- 第五章　雑則（第五十八条の二―第六十二条）
- 第六章　罰則（第六十三条―第六十八条）
- 附則